# Entertainment Software Rating Board

Logo des ESRB

Das Entertainment Software Rating Board, kurz ESRB, ist eine Unterordnung der Entertainment Software Association. Sie wurde 1994 gegründet und bewertet Computerspiele nach deren Eignung für Kinder und Jugendliche in den USA und Kanada, ähnlich der USK in Deutschland oder dem europäischen PEGI-System, jedoch mit dem Unterschied, dass es sich hierbei um eine reine Selbstregulationseinrichtung der Computerspieleindustrie ohne Rechtsverbindlichkeit handelt. Die Bewertung eines Spiels erfolgt auf freiwilliger Basis des Publishers, doch werden auf Druck des Handels und der Konsolenhersteller nahezu alle Spiele bewertet.

## Altersempfehlungen

Kennzeichnungen des ESRB

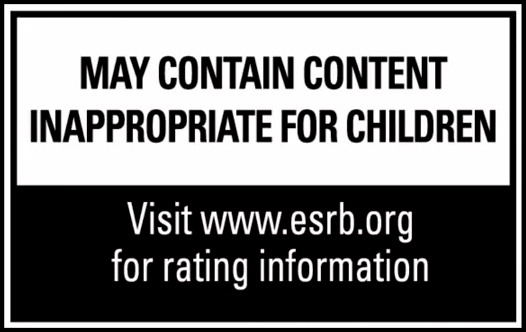
Zusatz-Disclaimer bei RP/T/M/AO Übersetzt etwa: Kann unangemessene Inhalte für Kinder enthalten.

- eC (= early Childhood; unter 3 Jahren; 2018 abgeschafft)
- K-A (= Kids to Adults; ab 6 Jahren geeignet; 1998 abgeschafft)
- E (= Everyone; für jedes Alter geeignet)
- E10+ (= Everyone 10+; ab 10 Jahren geeignet)
- T (= Teen; ab 13 Jahren geeignet)
- M (= Mature 17+; ab 17 Jahren geeignet)
- AO (= Adults Only 18+; ab 18 Jahren geeignet; die meisten Konsolenhersteller und Händler weigern sich Spiele mit dieser Bewertung auf ihren Plattformen anzubieten bzw. zu verkaufen)
- RP (= Rating Pending; bedeutet, dass noch keine Altersempfehlung beschlossen wurde)
- RP Likely Mature 17+ (selbe Bedeutung wie RP; der Publisher geht aber von davon aus, dass das Spiel die Bewertung M bekommen wird; 2021 eingeführt)

Die Altersfreigaben sind nicht verbindlich.